# 罗伯特·彼得罗维茨基
罗伯特·彼得罗维茨基（1973年10月26日—），斯洛伐克男子冰球运动员。他曾代表斯洛伐克参加1994年、1998年和2002年冬季奥林匹克运动会冰球比赛，最好名次为1994年冬季奥运会的第六名。